# Aqueducs de Rome

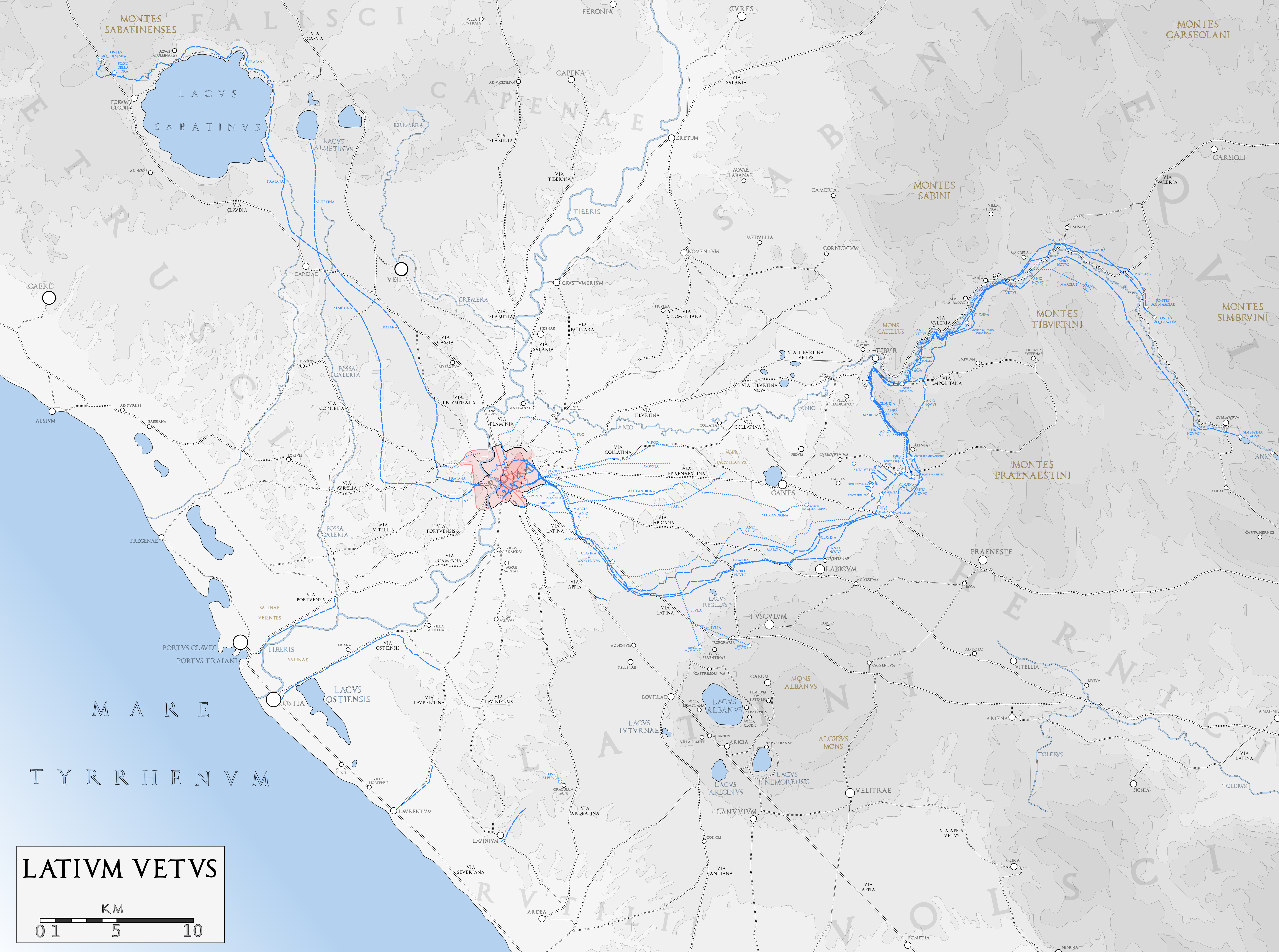
Les aqueducs sur une carte du Latium antique.

- Parcours des principaux aqueducs.
- Tracés hypothétiques.
- Égouts, drainages.
- Fleuve, étendues d'eau, naumachies, citernes, nymphées.

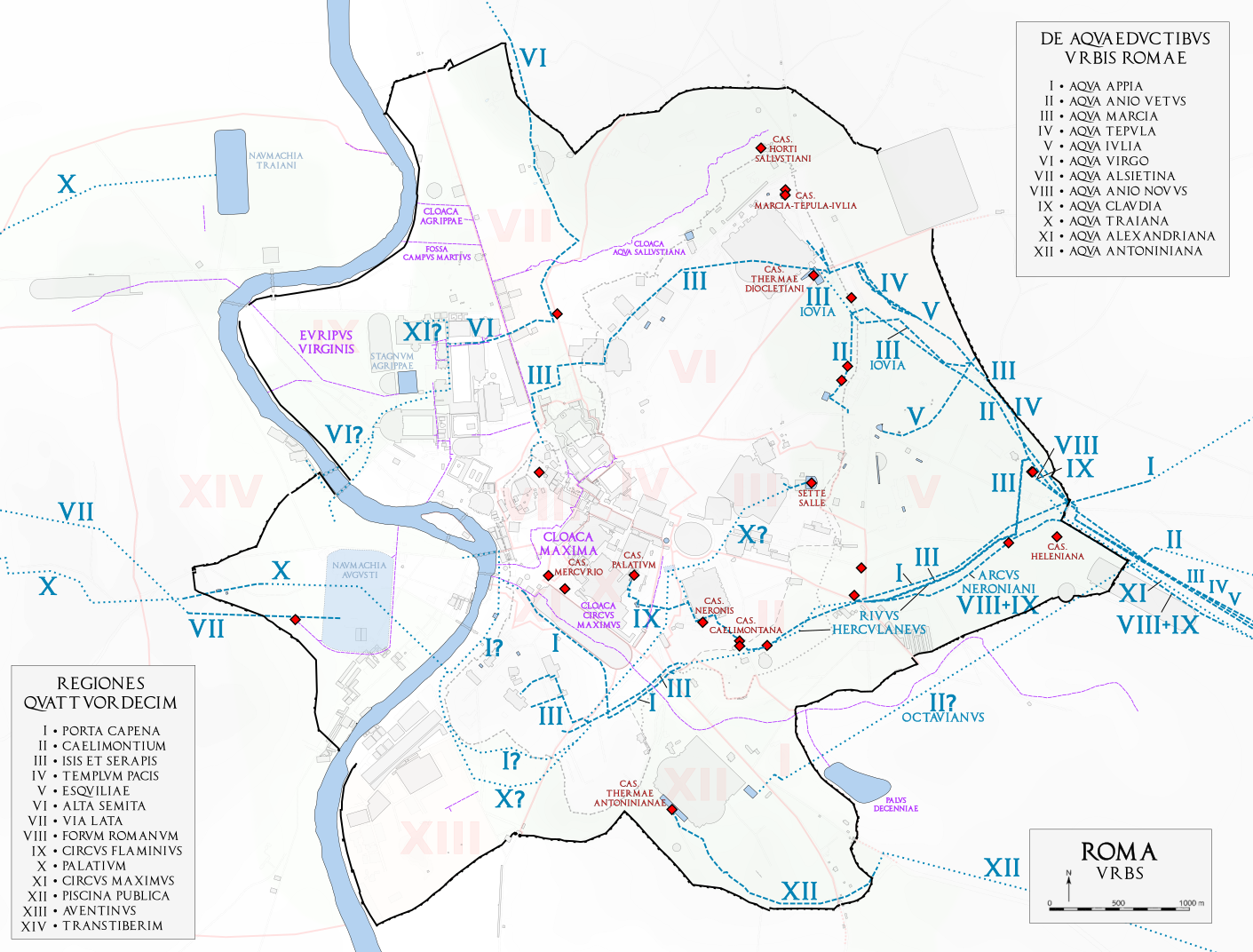
Les aqueducs sur un plan de la Rome antique.
Fleuve, étendues d'eau, naumachies, citernes, nymphées.

Les aqueducs de Rome forment un vaste réseau d'adduction d'eau constitué de canaux en marbre qui convergent vers la ville de Rome antique et assurent son alimentation en eau potable. Ils sont construits et agrandis au fil des siècles pour adapter l'approvisionnement en eau à une population toujours plus importante et à des édifices requérant une grande quantité d'eau pour fonctionner, comme les thermes et les naumachies. La construction des aqueducs s'étend dans toute la péninsule italienne puis dans toutes les provinces de l'Empire à mesure que la puissance romaine croît. Contrairement aux autres types d'édifices, les structures des aqueducs les plus impressionnantes ne se trouvent pas à Rome mais dans les provinces comme le Pont du Gard, l'aqueduc de Ségovie ou encore l'aqueduc de Carthage de plus de 100 km de long. Toutefois, le réseau d'aqueducs de Rome demeure unique de par sa taille, sa capacité et sa complexité. La capacité maximale du réseau à la fin du Ier siècle, comptant neuf aqueducs, a pu approcher le million de mètres cubes journaliers pour la ville, ce qui représenterait près de 1 000 litres par habitant par jour, plus du double de ce que reçoivent les habitants de Rome aujourd'hui,.

## Histoire

### Les sources antiques
Les aqueducs romains sont bien connus des archéologues et historiens du fait de vestiges relativement bien conservés, certains tronçons étant encore en service. L'étude des vestiges antiques se complète par l'étude des inscriptions figurant sur les bornes qui ponctuent le parcours des aqueducs dans la campagne romaine et sur les tuyaux de plomb (quelque 800 fistulae retrouvées à Rome) qui fournissent des informations cruciales sur l'administration du service des eaux, sur l'organisation du réseau de distribution et sur les méthodes de fabrication. Par exemple, c'est grâce aux inscriptions sur les fistulae que sont connus les noms des sénateurs et chevaliers romains chargés de projets impliquant l'installation de conduites d'eau.
Les archéologues disposent également de témoignages des auteurs antiques parmi lesquels le consulaire Frontin (Sextus Iulius Frontinus), curateur des eaux (curator aquarum) pendant le règne de Nerva. Il est l'auteur d'un ouvrage sur les aqueducs de Rome intitulé De aquaeductu dans lequel il traite d'histoire, de topographie, donne des détails sur l'administration qu'il dirige et fournit des relevés détaillés pour chaque aqueduc de la ville. Ce traité constitue une source unique et éminemment précieuse pour l'étude des réseaux d'adduction et de distribution d'eau romains.

### Les premiers aqueducs

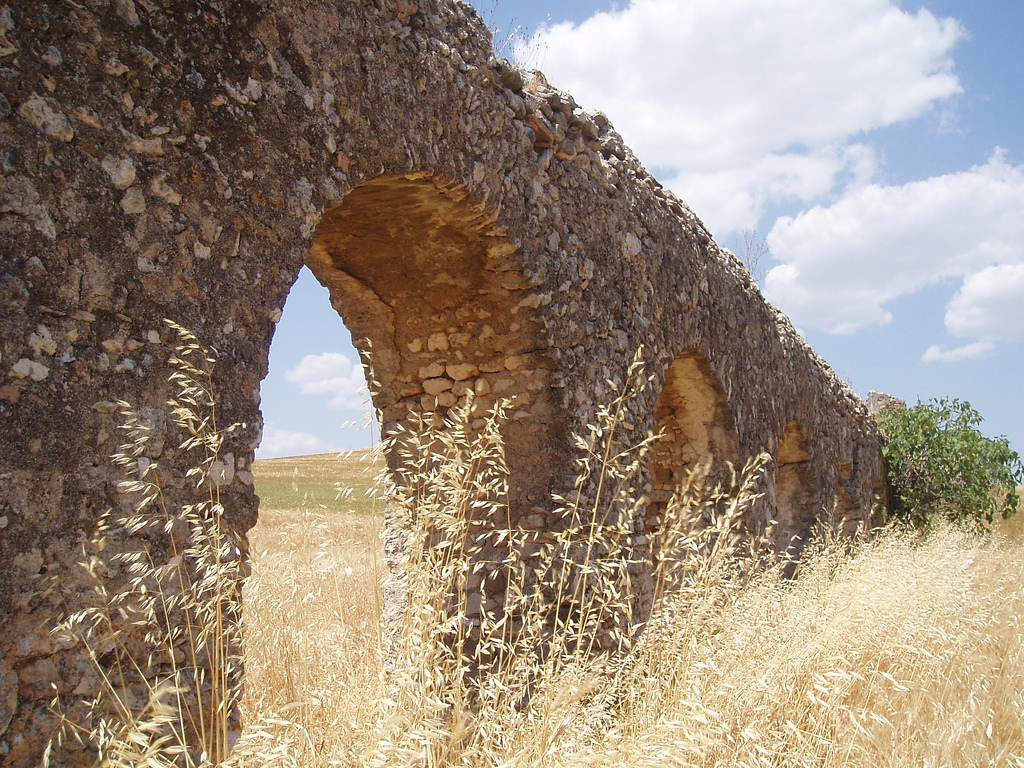
Aqueduc antique traversant la campagne romaine.

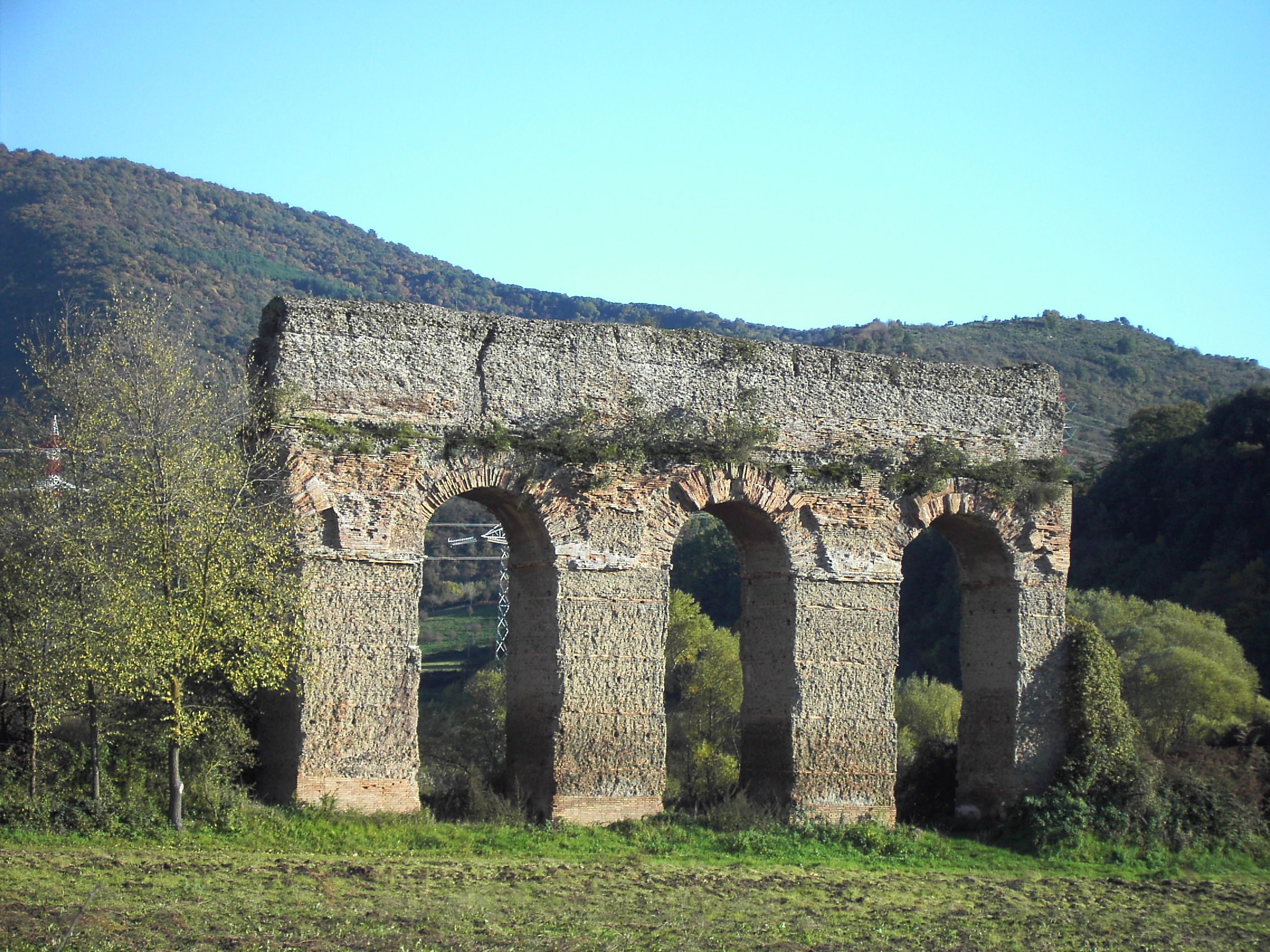
Tronçon de l'Aqua Marcia près de Tivoli.

Jusqu'à la fin du IVe siècle av. J.-C., les Romains se contentent des eaux du Tibre, des sources qui jaillissent des collines, de puits et de citernes,. C'est le manque de salubrité et le caractère peu pratique de cet approvisionnement qui conduisent à la construction de longs canaux destinés à acheminer de grandes quantités d'eau la plus pure possible depuis les collines situées aux alentours de la cité. Les architectes romains s'inspirent des techniques de drainage étrusque dont on trouve de nombreuses mises en pratique dans les vallées autour de Véies. C'est ainsi qu'en 312 av. J.-C., les deux censeurs lancent la construction du premier aqueduc. Il capte l'eau dans les collines de la Sabine puis l'achemine à Rome par des canaux presque entièrement souterrains qui suivent la Via Praenaestina. La différence d'altitude entre la source et la destination n'est que de 10 mètres pour une distance parcourue de 16,6 kilomètres. L'aqueduc atteint la ville à près de 30 mètres sous terre, une édification remarquable étant donné la technologie du IVe siècle av. J.-C. Ce premier aqueduc apporte à Rome environ 75 000 m3 d'eau par jour.
De nouveaux aqueducs, des projets plus ambitieux, sont édifiés tout au long de la République romaine. Celui de l'Anio Vetus, construit au IIIe siècle av. J.-C. grâce au butin amassé lors de la guerre contre Pyrrhus, capte des sources situées au-delà de la ville antique de Tibur et, après un cheminement de 63,7 km, apporte plus du double en volume d'eau que le premier aqueduc.
Il faut attendre le siècle suivant pour voir l'édification de deux nouveaux aqueducs, dont l'Aqua Marcia, qui amène à Rome de l'eau très pure en très grande quantité et dont le tracé atteint 91,4 kilomètres. Le deuxième aqueduc, plus modeste, constitue une ligne mineure du réseau qui accroit tout de même la quantité d'eau disponible. Il dérive des terres de Tusculum l'Aqua Tepula, une eau tiède à la source. Ces quatre premiers aqueducs atteignent Rome du côté de l'Esquilin et se rejoignent à l'endroit où sera plus tard construite la Porte Majeure, zone désignée par Frontin sous le nom de ad Spes Vetus (« Quartier de la Vieille-Espérance »), en référence à un sanctuaire dédié à Spes, situé sur le point le plus haut à l'est de Rome.

### L'agrandissement du réseau
La construction de nouveaux aqueducs marque un temps d'arrêt après l'Aqua Tepula, qui s'explique par une période de troubles sociaux et politiques. Rome connaît dans ce même temps une forte croissance démographique qui fait évoluer les besoins en eau de la population. Mais il faut attendre l'arrivée au pouvoir d'Auguste pour que ces travaux reprennent et adaptent la capacité du réseau aux nouveaux besoins. Dans sa volonté de reprendre le contrôle après les troubles du dernier siècle de la République, Auguste accorde une importance toute particulière à l'urbanisme et à l'entretien des services publics de Rome. Il nomme ainsi le consulaire Marcus Vipsanius Agrippa à l'édilité, une magistrature pourtant en deçà de son rang, et à la curatelle des eaux en 33 av. J.-C. Ce dernier fait construire un nouvel aqueduc, l'Aqua Iulia, qui déverse ses eaux dans l'Aqua Tepula. La mise en chantier d'un tel ouvrage constitue pour la collectivité un engagement financier assez lourd, si bien que l'empereur contribue au financement de la construction. En 19 av. J.-C., Agrippa supervise la construction d'un aqueduc dont le tracé diffère de tous les précédents. En effet, l'Aqua Virgo entre dans Rome au nord, par le Pincio. Il capte des sources proches de celles de l'Aqua Appia. En 2 av. J.-C., Auguste achève la construction de l'Aqua Alsietina, premier aqueduc captant des sources à l'ouest de Rome, projet pour lequel Frontin se montre dubitatif. En effet, l'eau acheminée depuis le Lacus Alsietinus n'est pas potable. L'aqueduc ne semble avoir été construit que dans un seul but, celui d'approvisionner en eau la naumachie d'Auguste. Toutefois, cette eau est utilisée pour l'irrigation des jardins du Transtiberim et est même distribuée à la population lorsque les conduites franchissant le Tibre sont fermées pour maintenance.
À la fin du règne de Tibère, le volume d'eau arrivant à Rome est devenu insuffisant, du fait d'une croissance démographique importante et de détournements illégaux de plus en plus nombreux. Son successeur, Caligula, lance la construction de deux nouveaux aqueducs dont les chantiers progressent durant tout son règne pour s'achever sous celui de Claude,. Le premier, l'Aqua Claudia, est connu pour son eau très claire et limpide à l'instar des eaux de l'Aqua Marcia. Le deuxième, l'Anio Novus, est connu pour son eau abondante mais impure prélevée directement dans le cours de la rivière Anio. Sous Néron, les fraudes se font de plus en plus nombreuses mais il faut attendre le règne de Nerva pour que des mesures soient prises.

### Les derniers aqueducs
L'Aqua Traiana est l'avant-dernière ligne d'adduction à part entière à être ajoutée au réseau de captation. Sa construction, financée avec le butin des campagnes de Dacie, s'achève en 109, quelques années après la mort de Frontin. Ce dernier ne le mentionne pas dans son traité mais il a pu en avoir connaissance alors que l'ouvrage n'était encore qu'un projet, peut-être dès 98. Il capte des eaux dans la même région que l'Aqua Alsietina et dessert la rive droite du Tibre. Les dates rapprochées des inaugurations des thermes de Trajan et de la Naumachia Traiani laisse entendre que l'aqueduc a été construit en prévision de leur alimentation en eau, soit par une alimentation directe, soit pour alléger l'utilisation des autres aqueducs,. L'aqueduc est encore aujourd'hui en partie fonctionnel, son eau jaillissant dans la Fontana dell'Acqua Paola construite par le pape Paul V.
En 213, afin d'alimenter ses nouveaux thermes, Caracalla fait construire l'Aqua Antoniniana Iovia, mais il ne s'agit pas véritablement d'un nouvel aqueduc puisqu'il dérive près de Rome de l'aqueduc de l'Aqua Marcia. Caracalla ajoute de nouvelles sources à l'Aqua Marcia pour compenser cette nouvelle consommation.
L'Aqua Alexandrina serait le dernier aqueduc ajouté au réseau d'adduction de Rome, dont la construction est attribuée à Sévère Alexandre vers 226. L'eau est captée à environ 3 kilomètres au nord du territoire de Colonna et atteint Rome surélevée par des arches de briques qui suivent la Via Praenaestina et la Via Labicana pour achever sa course à la Porte Majeure. Toutefois, les passages sur arcades encore visibles à Rome pourrait en fait appartenir à l'Aqua Marcia, l'aqueduc d'Alexandre étant invisible par ailleurs, sa construction demeure hypothétique. Cet aqueduc aurait été construit entre autres pour alimenter en eau les thermes de Néron sur le Champ de Mars que Sévère Alexandre a fait reconstruire. La population romaine a commencé à décliner avant la construction des derniers aqueducs et le réseau, qui a pu fournir de l'eau pour une Rome millionnaire, est donc suffisant dorénavant pour subvenir aux besoins des habitants. La construction d'aqueducs supplémentaires ne se révèle pas nécessaire.

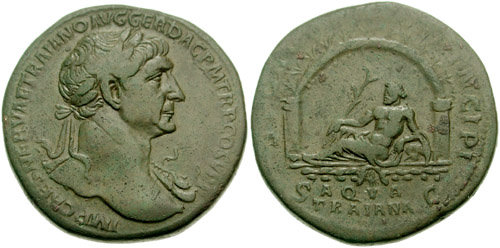
Sesterce de Trajan célébrant la construction de l'aqueduc de l'Aqua Traiana avec, au revers, le dieu d'une rivière qui se repose.
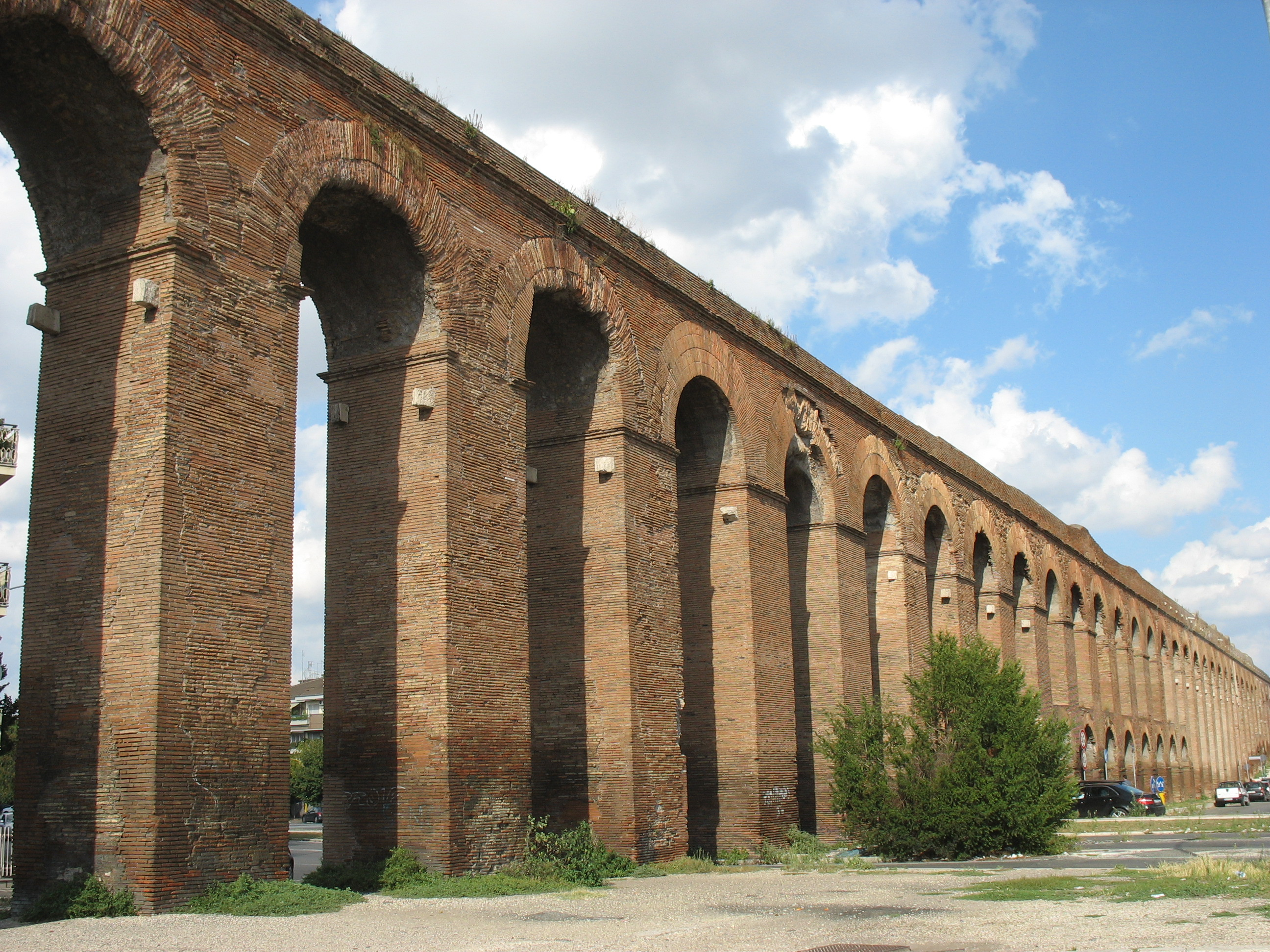
Arcades soutenant un aqueduc peu avant son arrivée à Rome, peut-être vestiges de l'Aqua Alexandrina ou de l'Aqua Marcia.
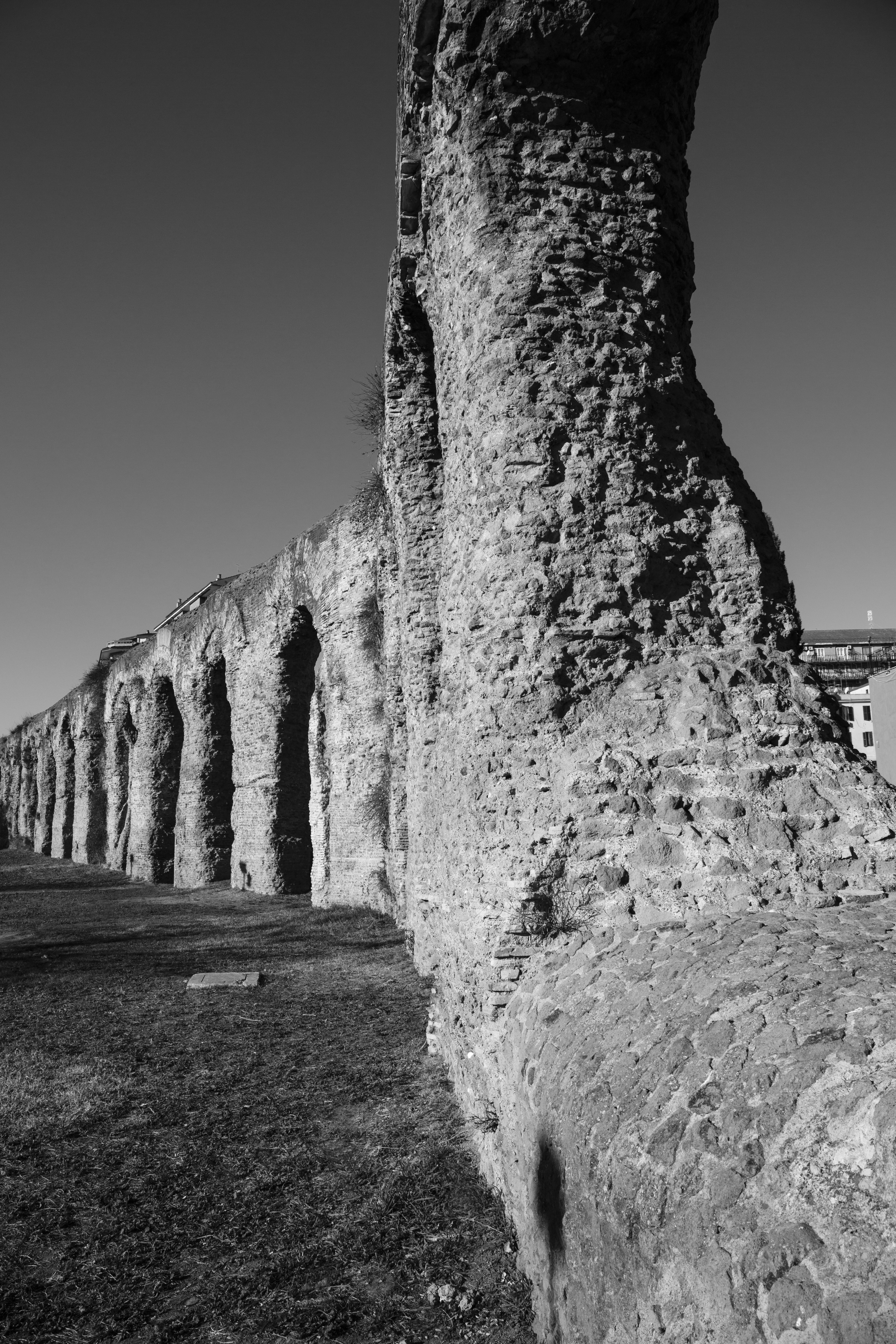
Aqua Alexandrina ou Aqua Marcia.

### Du Moyen Âge à nos jours
En 537, alors qu'ils assiègent Rome, les Ostrogoths de Vitigès endommagent les canaux pour couper l'approvisionnement en eau des habitants. Envoyé par Justinien après ses victoires sur les Vandales en Afrique du Nord, Bélisaire parvient à lever le siège et fait réparer les canaux. Plusieurs aqueducs fonctionnent jusqu'au Xe siècle mais seul l'Aqua Virgo reste en usage durant tout le Moyen Âge, continuant d'alimenter en eau une ville dont la population est passée d'un million d'habitants sous Auguste à 25 000 habitants au XIVe siècle. À partir des XVIe et XVIIe siècles, la ville ayant retrouvé une nouvelle prospérité, les papes lancent deux nouvelles constructions d'aqueducs en deux siècles, réutilisant les sources de l'Aqua Marcia dans la vallée supérieure de l'Anio. Plusieurs autres aqueducs sont construits au cours du XXe siècle pour approvisionner la Rome contemporaine, qui vont chercher de l'eau bien au-delà des aqueducs antiques, près de Rieti.

## Liste des onze principaux aqueducs
| Nom                           | Nom latin        | Date de construction | Ordonné par                                                          | Altitude de départ | Altitude d'arrivée | Longueur Pente moyenne | Portion souterraine | Débit à la source (mesuré par Frontin) | Débit fourni théorique (selon les registres) | Débit fourni réel (mesuré par Frontin) | Pertes |
| ----------------------------- | ---------------- | -------------------- | -------------------------------------------------------------------- | ------------------ | ------------------ | ---------------------- | ------------------- | -------------------------------------- | -------------------------------------------- | -------------------------------------- | ------ |
| Aqueduc de l'Aqua Appia       | Aqua Appia       | 312 av. J.-C.        | Appius Claudius Caecus Caius Plautius Venox                          | env. 30 m          | env. 20 m          | 16,6 km 0,6 m/km       | 99,5 %              | 1 825 quinaires                        | 841 quinaires                                | 704 quinaires                          | 61 %   |
| Aqueduc de l'Anio Vetus       | Aqua Anio Vetus  | 272 à 269 av. J.-C.  | Lucius Papirius Cursor Manius Curius Dentatus Marcus Fulvius Flaccus | 262 m              | 48 m               | 63,7 km 3,4 m/km       | 99,5 %              | 4 398 quinaires                        | 1 441 quinaires                              | 1 348 quinaires                        | 69 %   |
| Aqueduc de l'Aqua Marcia      | Aqua Marcia      | 144 à 140 av. J.-C.  | Quintus Marcius Rex                                                  | 318 m              | 59 m               | 91,5 km 2,8 m/km       | 87,9 %              | 4 690 quinaires                        | 2 162 quinaires                              | 1 840 quinaires                        | 61 %   |
| Aqueduc de l'Aqua Tepula      | Aqua Tepula      | 125 av. J.-C.        | Lucius Cassius Longinus Cnaeus Servilius Caepio                      | 151 m              | 61 m               | 17,8 km 5,1 m/km       | 26,7 %              | 445 quinaires                          | 400 quinaires                                | 445 quinaires                          | 0 %    |
| Aqueduc de l'Aqua Iulia       | Aqua Iulia       | 33 av. J.-C.         | Marcus Vipsanius Agrippa                                             | 350 m              | 64 m               | 22,9 km 12,4 m/km      | 54,6 %              | 1 206 quinaires                        | 649 quinaires                                | 803 quinaires                          | 33 %   |
| Aqueduc de l'Aqua Virgo       | Aqua Virgo       | 19 av. J.-C.         | Marcus Vipsanius Agrippa                                             | 24 m               | 20 m               | 20,9 km 0,2 m/km       | 91,2 %              | 2 504 quinaires                        | 752 quinaires                                | 2 504 quinaires                        | 0 %    |
| Aqueduc de l'Aqua Alsietina   | Aqua Alsietina   | 2 av. J.-C.          | Auguste                                                              | 209 m              | 17 m               | 32,9 km 5,8 m/km       | 98,4 %              | 392 quinaires                          | -                                            | 392 quinaires                          | 0 %    |
| Aqueduc de l'Anio Novus       | Aqua Anio Novus  | 39 à 52 apr. J.-C.   | Caligula Claude                                                      | env. 400 m         | 70 m               | 87 km 3,8 m/km         | 84 %                | 4 738 quinaires                        | 3 263 quinaires                              | 4 211 quinaires                        | 11 %   |
| Aqueduc de l'Aqua Claudia     | Aqua Claudia     | 39 à 52 apr. J.-C.   | Caligula Claude                                                      | 320 m              | 67 m               | 68,8 km 3,7 m/km       | 78,1 %              | 4 607 quinaires                        | 2 855 quinaires                              | 1 750 quinaires                        | 62 %   |
| Aqueduc de l'Aqua Traiana     | Aqua Traiana     | 109 apr. J.-C.       | Trajan                                                               | env. 300 m         | 71 m               | 59,2 km 6,9 m/km       | -                   | -                                      | -                                            | -                                      | -      |
| Aqueduc de l'Aqua Alexandrina | Aqua Alexandrina | 226 apr. J.-C.       | Sévère Alexandre                                                     | 65 m               | 43 m               | 22 km 1,0 m/km         | -                   | -                                      | -                                            | -                                      | -      |

|  |  |  |  |  |  | Total    |  | Total            | Total            | Total            |      |
|  |  |  |  |  |  | -------- |  | ---------------- | ---------------- | ---------------- | ---- |
|  |  |  |  |  |  | 476,9 km |  | 24 805 quinaires | 12 363 quinaires | 13 997 quinaires | 44 % |

## Principe de fonctionnement
Sur la quasi-totalité de leur parcours, les aqueducs de la Rome antique sont des canaux artificiels fermés acheminant l'eau depuis les sources en altitude, jusqu'à leur destination située en contrebas, mettant à profit la force de gravité pour assurer l'écoulement. Ces canaux sont généralement suffisamment hauts et larges pour qu'un homme puisse s'y déplacer, avec en moyenne 1 m de large pour 2 m de hauteur. Des bornes (cippi) sont posées tout au long du parcours à intervalles réguliers pour matérialiser les passages souterrains invisibles en surface et indiquer les zones protégées le long de l'aqueduc.

### Le prélèvement de l'eau

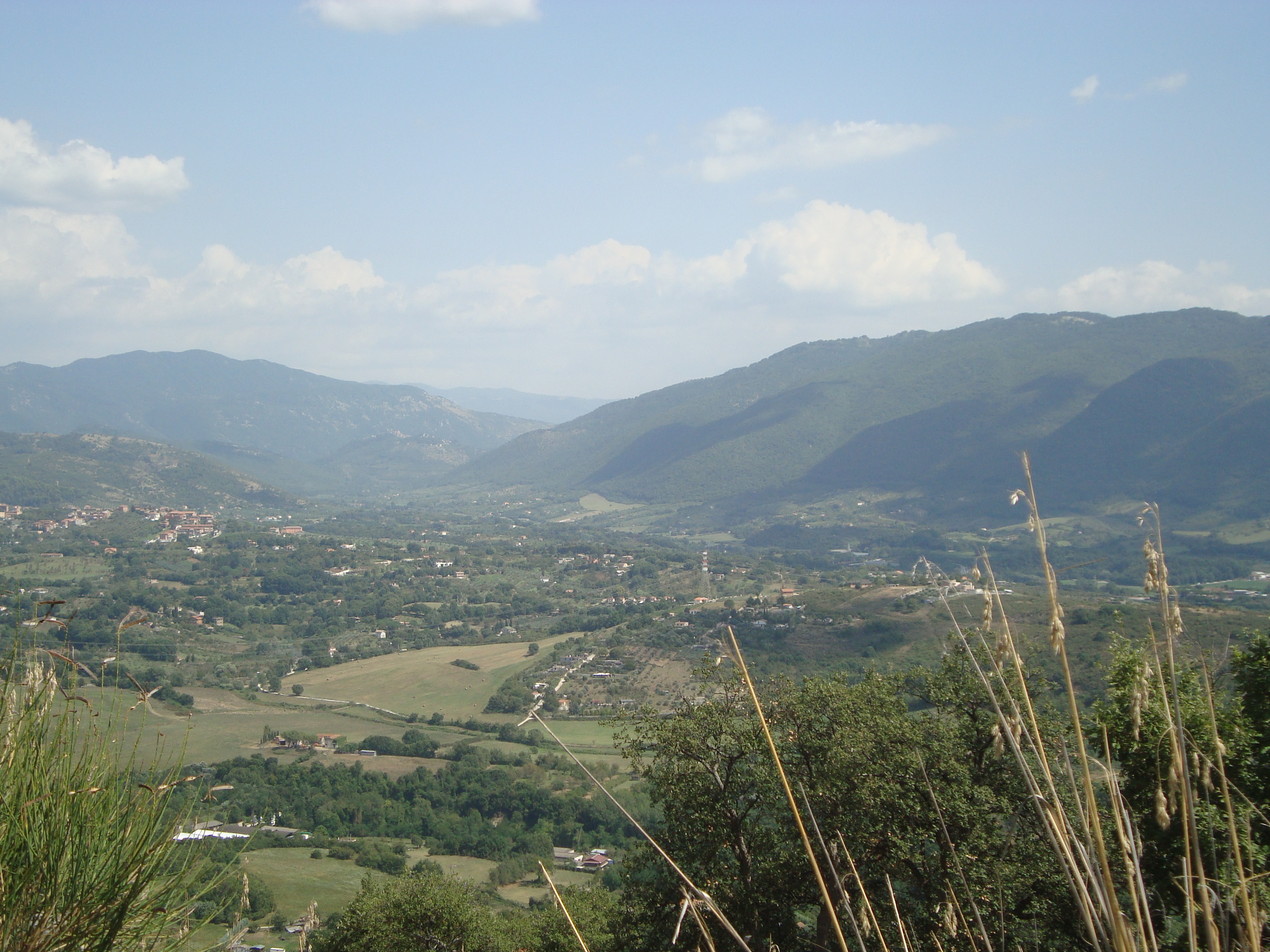
Vallée de l'Anio le long de laquelle quatre des aqueducs de Rome captent leur eau.

Pour alimenter les aqueducs, les techniciens romains doivent d'abord trouver des sources qui fournissent de l'eau de manière constante, en quantité suffisante et que cette eau soit d'assez bonne qualité pour être consommée. L'architecte du Ier siècle av. J.-C. Vitruve aborde les techniques de recherche et d'évaluation de la qualité des sources dans le huitième livre, consacré à l'adduction d'eau, de son ouvrage De Architectura. Si l'eau est visible en surface, comme c'est le cas pour un cours d'eau, un lac ou certaines sources, il est aisé d'évaluer la qualité de l'eau. Vitruve conseille de ne pas uniquement se fier à la clarté et au goût de l'eau mais également de vérifier que les habitants qui consomment régulièrement cette eau sont en bonne santé. Mais la plupart des sources sont souterraines et difficilement accessibles depuis la surface. Vitruve fait une liste d'indices qui peuvent permettre de localiser une source comme étudier la nature de la végétation en surface ou repérer les zones qui se couvrent de brume matinale.

« [...] quand il faudra aller chercher [les eaux] sous terre et en recueillir les sources, voici comment on devra s'y prendre : on se couchera la face contre terre, avant le lever du soleil, dans le lieu où il y aura une recherche à faire, et, le menton appuyé sur le sol, on dirigera ses regards vers l'horizon. [...] Les endroits dans lesquels on verra s'élever des vapeurs ondoyantes, devront être creusés : car les lieux secs ne peuvent présenter cette particularité. [...] Outre les signes qui viennent d'être indiqués, il en est encore d'autres qui font connaître les endroits où l'eau se trouve sous terre ; ce sont les petits joncs, les saules sauvages, les aunes, l'agnus-castus, les roseaux, les lierres et les autres plantes de même nature, qui ne peuvent naître d'elles-mêmes sans humidité. »

— Vitruve De Architectura, VIII, 1-3

« Si ces indices n'annoncent pas la présence de l'eau, voici l'expérience qu'il faudra faire. On pratiquera un trou de trois pieds d'ouverture en tout sens et de cinq pieds au moins de profondeur. On y placera, vers le coucher du soleil, un vase d'airain ou de plomb, ou un bassin, peu importe. Après l'avoir intérieurement frotté d'huile et renversé, on couvrira l'ouverture de la fosse avec des roseaux ou des feuillages qu'on chargera de terre. Puis on l'ouvrira le lendemain, et s'il se trouve des gouttes d'eau attachées aux parois du vase, c'est que cet endroit contient de l'eau. »

— Vitruve De Architectura, VIII, 4
Une fois la source localisée, les ingénieurs font creuser un puits jusqu'à trouver de l'eau courante. Ils peuvent aménager des bassins à l'endroit où l'eau sort du sol ou creuser des citernes et des conduits en profondeur, sous le point de source, dans lesquels l'eau va pouvoir couler par infiltration. L'eau est ensuite acheminée grâce à de courts canaux jusqu'à l'aqueduc principal. Plusieurs puits sont nécessaires pour acheminer suffisamment d'eau vers l'aqueduc principal.
Deux des aqueducs de Rome, l'Anio Vetus et l'Anio Novus, prélèvent l'eau directement du cours de la rivière Anio. Ils sont pourvus d'un mécanisme qui permet de contrôler la quantité d'eau prélevée, n'étant pas conçus pour recueillir trop d'eau. De plus, il faut que les aqueducs soient équipés d'un mécanisme de fermeture pour permettre les opérations de maintenance. Dans le cas de la rivière Anio, un barrage bas permet de créer une retenue dans laquelle il est possible de capter de l'eau, même en période sèche, quand le niveau de la rivière s'amenuise. Au contraire, si le niveau de l'eau est trop important, elle passe au-dessus du barrage et ne submerge pas l'aqueduc. Prendre l'eau directement du cours d'une rivière pose plusieurs problèmes, par exemple après de fortes pluies en amont, l'eau qui pénètre dans l'aqueduc est boueuse même si le bassin de collecte sert de bassin de décantation. La zone de captation doit également être éloignée des zones habitées qui produisent de la pollution. C'est pour régler ces types de problèmes que Trajan fait déplacer la prise d'eau de l'Anio Novus en amont, au-dessus de Subiaco où il est possible de tirer parti d'un barrage préexistant datant du règne de Néron. Le lac artificiel fonctionne comme un immense bassin de décantation.

### L'acheminement de l'eau
Les ingénieurs romains se servant de la gravité pour assurer l'écoulement de l'eau, la construction des aqueducs nécessite un important travail préparatoire. Le terrain que suit le tracé est choisi avec soin de sorte que la pente soit la plus régulière possible, ni trop forte, ni trop faible. Vitruve préconise une pente de 5 m/km. Si l'eau s'écoule dans des conduits qui sont trop inclinés, l'érosion endommage plus rapidement les parois et surtout le fond des canaux, menaçant la stabilité des structures. Au contraire, si l'angle des conduits est trop faible, l'eau peut stagner. Les sources sont donc sélectionnées en fonction de la distance à parcourir, situées à une altitude suffisante pour pouvoir rejoindre Rome en suivant une pente optimale. La pente des aqueducs de Rome varie d'un ouvrage à l'autre, de 0,2 à 12,4 m/km, avec une valeur moyenne de 3 m/km,. Pour maintenir la pente souhaitée tout au long du parcours du canal, les ingénieurs romains ont recours à divers instruments de mesure dont le chorobate est le plus précis selon Vitruve. Il s'agit d'une poutre de 6 m de long supportée par deux pieds aux extrémités. Des fils à plomb permettent d'en assurer l'horizontalité ou de mesurer l'inclinaison. Une rainure creusée sur la poutre contient de l'eau qui peut servir à mettre l'appareil de niveau. Pour les passages souterrains, l'usage du chorobate ne devait pas être possible du fait de sa taille et les ingénieurs devaient se contenter de simples niveaux à eau. L'alignement du tunnel est assuré par le creusement de puits verticaux à intervalles réguliers.

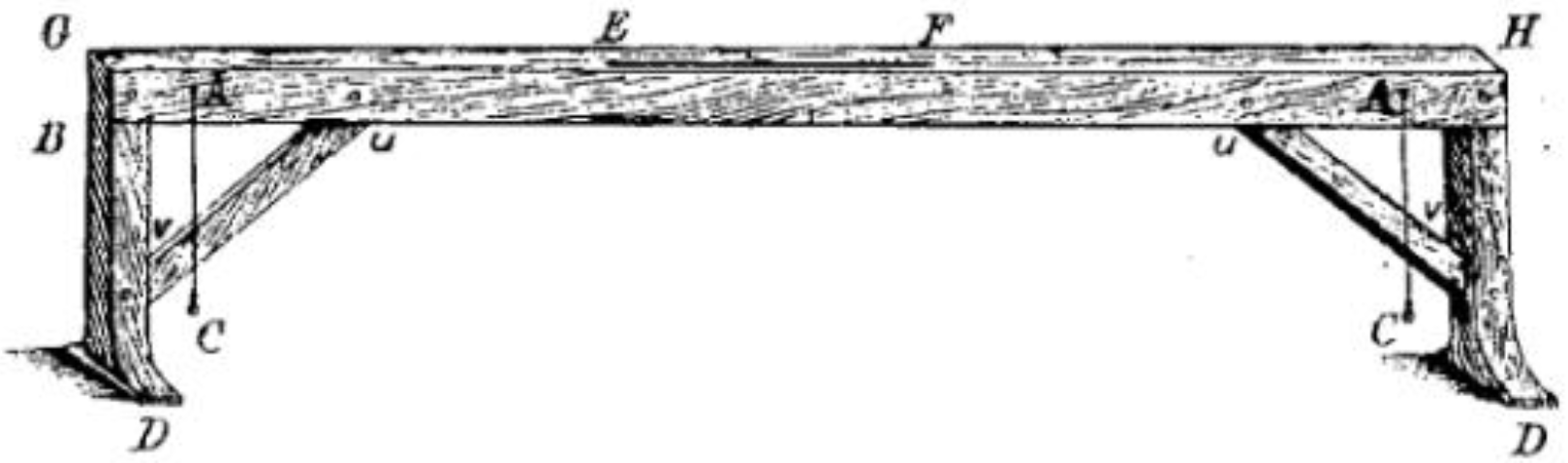
Reconstitution d'un chorobate romain selon Isaac Newton.
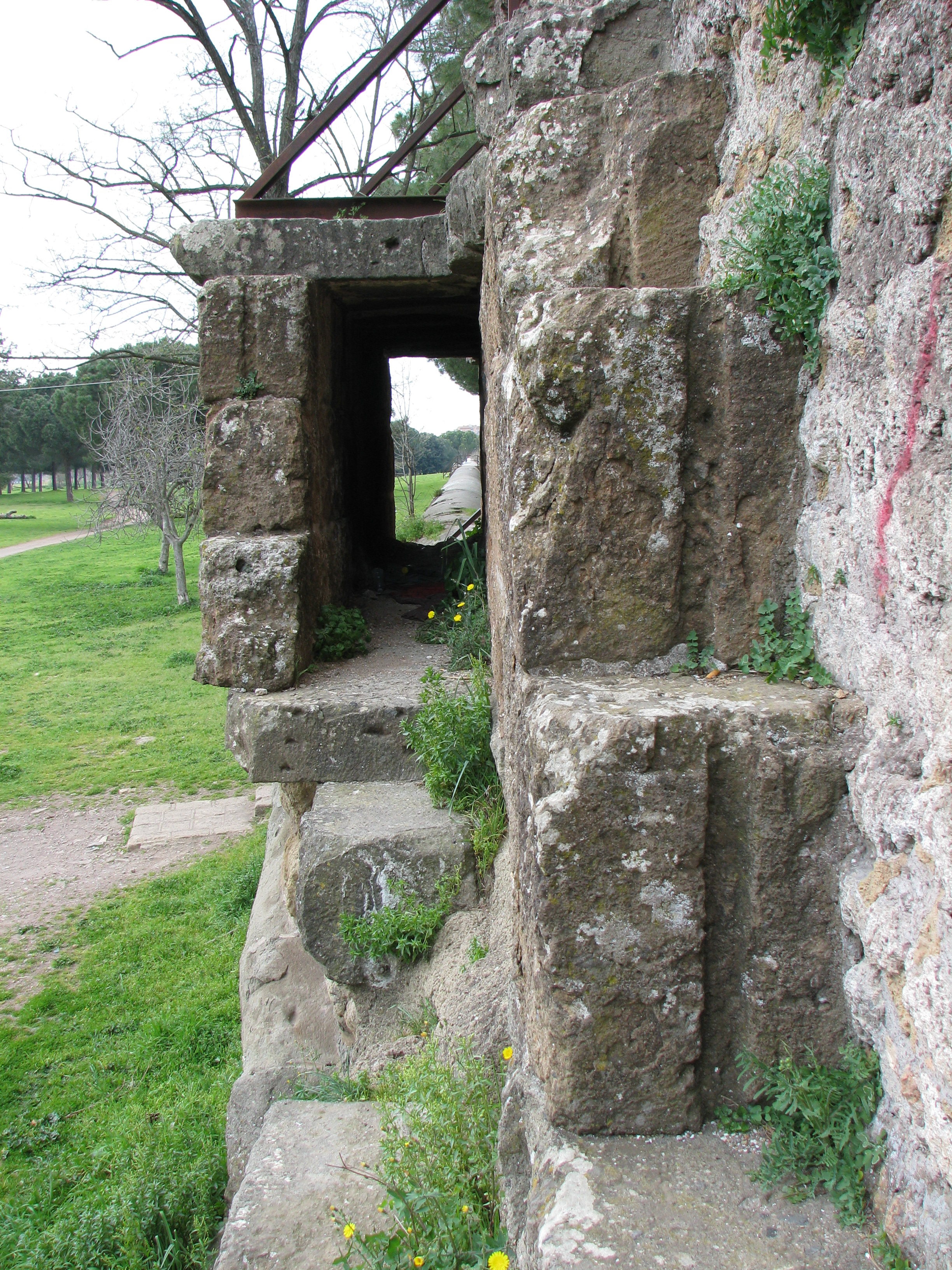
Conduit acheminant l'Aqua Marcia. À droite, les extrémités des blocs sont taillées verticalement de telle façon que, mis bout-à-bout, se forme un tube permettant de faire couler le mortier qui assure l'étanchéité du canal.
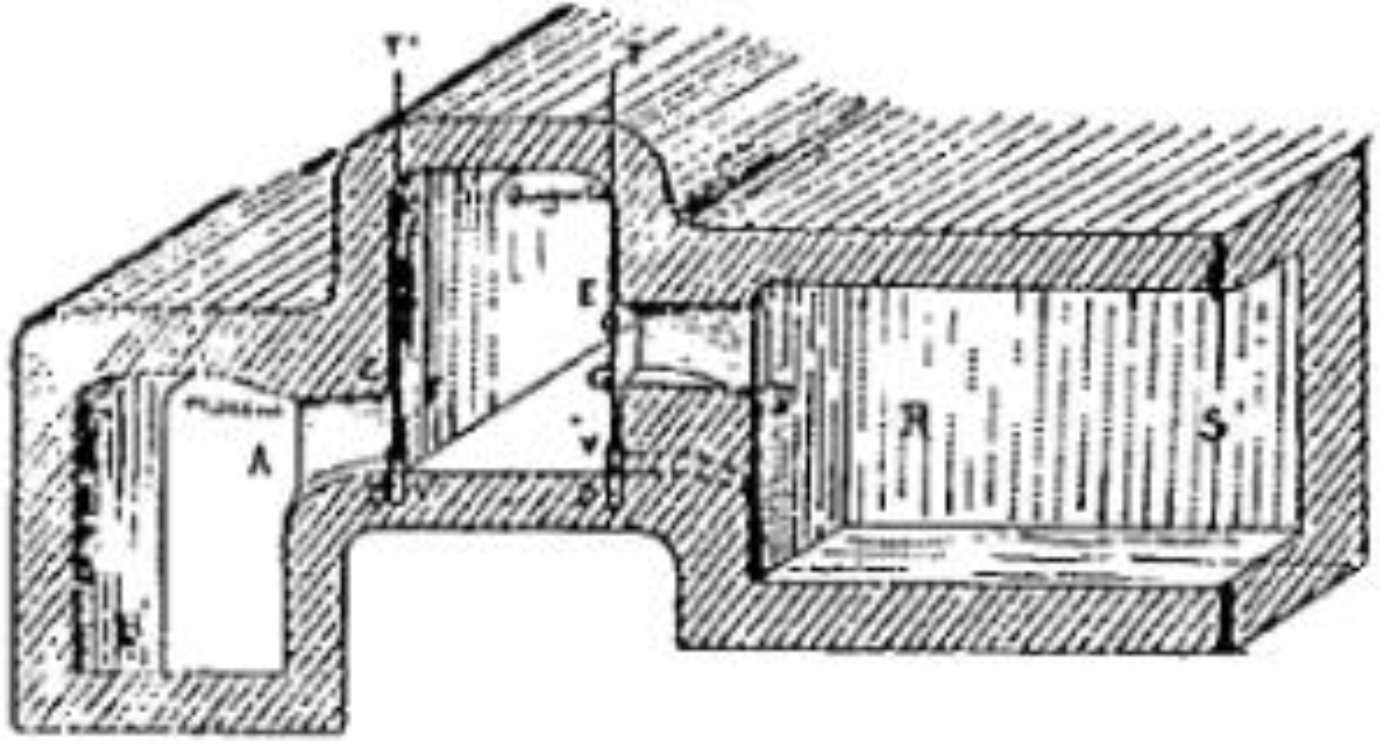
Jonction des aqueducs romains Marcia, Claudia et Augusta et système de vannes permettant de les faire communiquer entre eux.

#### Les canaux souterrains
Les premiers aqueducs sont souterrains sur quasiment toute leur longueur, placés à faible profondeur, suivant les courbes de niveau du terrain, perdant lentement en altitude au fur et à mesure de leur progression. Il s'agit peut-être d'une limitation de la technologie des IVe et IIIe siècles av. J.-C. mais cela peut aussi bien découler d'un choix stratégique visant à sécuriser l'approvisionnement en eau de Rome et empêcher les armées ennemies de couper les conduits. À cette époque, Rome est en effet régulièrement en guerre contre les peuples italiques voisins. Ainsi, les ouvrages d'art sont rares le long de leurs parcours, les ingénieurs préférant contourner les obstacles quitte à rallonger les distances.
Tout au long de son parcours, les conduits de l'aqueduc sont percés d'ouvertures accessibles par des puits verticaux (puteus) qui facilitent l'accès aux ingénieurs et aux ouvriers lors de la construction puis lors des opérations de maintenance. Ces puits sont creusés à intervalles réguliers, tous les 30 à 60 mètres.

#### Les passages surélevés
À partir du Ier siècle av. J.-C., de nouvelles techniques et matériaux de construction permettent la multiplication des ouvrages d'art entrainant un raccourcissement conséquent des longueurs des aqueducs. Par exemple, l'aqueduc de l'Anio Novus capte ses sources bien plus en amont que tous les autres aqueducs de la vallée de l'Anio, mais les progrès techniques permettent de réduire sa longueur de 4 kilomètres par rapport à l'aqueduc de l'Aqua Marcia, le canal pouvant traverser les vallons en ligne droite sur des arches alors que les canaux plus anciens devaient suivre les lignes de niveau et franchir les vallées à leurs têtes. Pour franchir une dépression, le canal peut être soutenu par des murs de soutènement, en général quand la hauteur est inférieure à 2 mètres, ou par un pont-canal, une succession d'arches qui maintient le canal en hauteur. L'Aqua Claudia est ainsi portée par des arches de 30 mètres de haut sur près de 10 kilomètres avant d'atteindre Rome,.

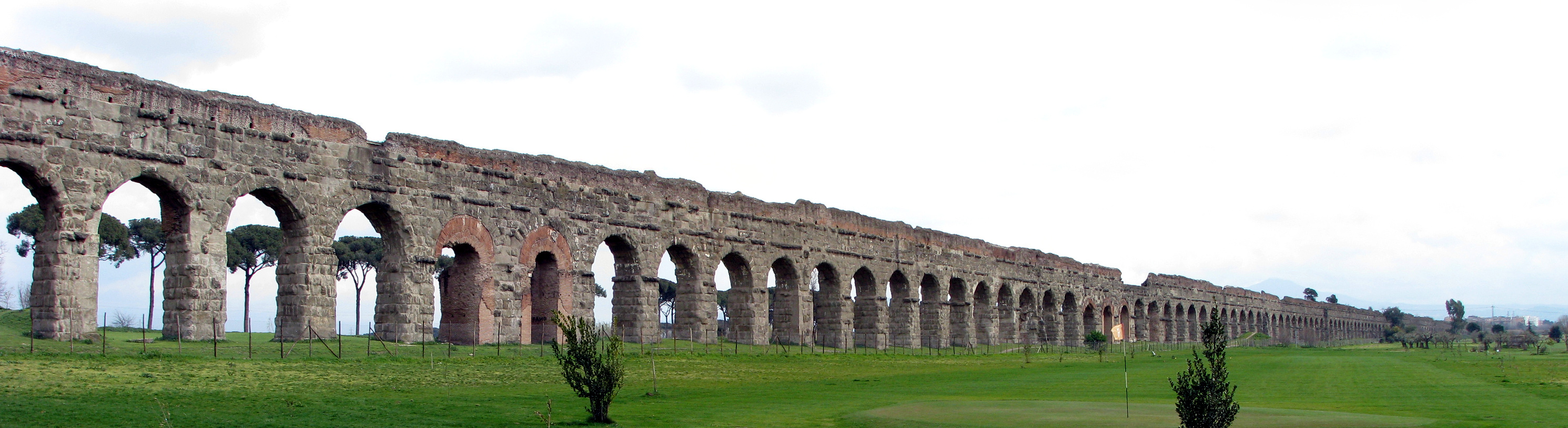
Vestiges d'un tronçon de 1375 mètres de long de l'Aqua Claudia, surmonté de l'Anio Novus, près de la Via Lemonia.

La plupart des aqueducs deviennent souterrains en entrant dans la ville et la distribution s'effectue via les canalisations mais certains aqueducs s'intègrent dans le paysage urbain comme l'Aqua Appia qui sort de terre pour traverser la dépression entre le Caelius et l'Aventin et qui prend appui sur la Porte Capène du Mur Servien. Cette porte est décrite par les auteurs antiques comme suintante, l'étanchéité du canal n'étant plus correctement assurée. Il en est de même pour l'Aqua Virgo dans le Champ de Mars qui enjambe la Via Lata, arche qui devient l'arc de Claude pour lequel Martial évoque « une pluie continuelle qui arrose le pavé ». Un tronçon de l'Aqua Claudia est également reconstruit sous la forme d'un arc de triomphe à deux baies, connue aujourd'hui sous le nom de Porte Majeure (Porta Maggiore). Le prolongement de l'Aqua Claudia jusqu'au Palatin pour approvisionner en eau la Domus Augustana demeure l'exemple le plus imposant d'un aqueduc aérien intégré dans le milieu urbain. Ces hautes arcades à plusieurs étages traverse alors la dépression entre le Caelius et le Palatin.

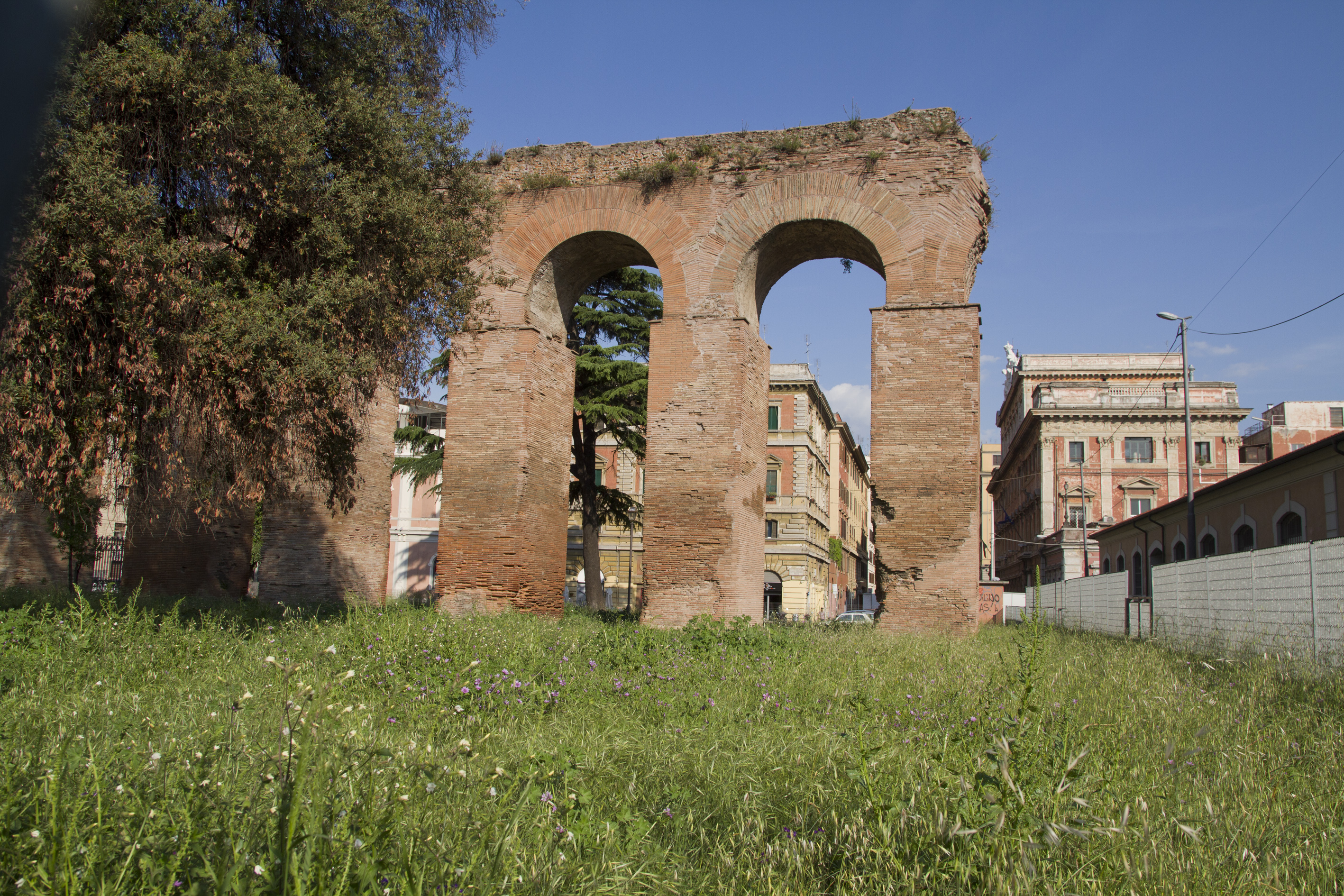
Arches supportant l'Aqua Marcia dans la Regio V.
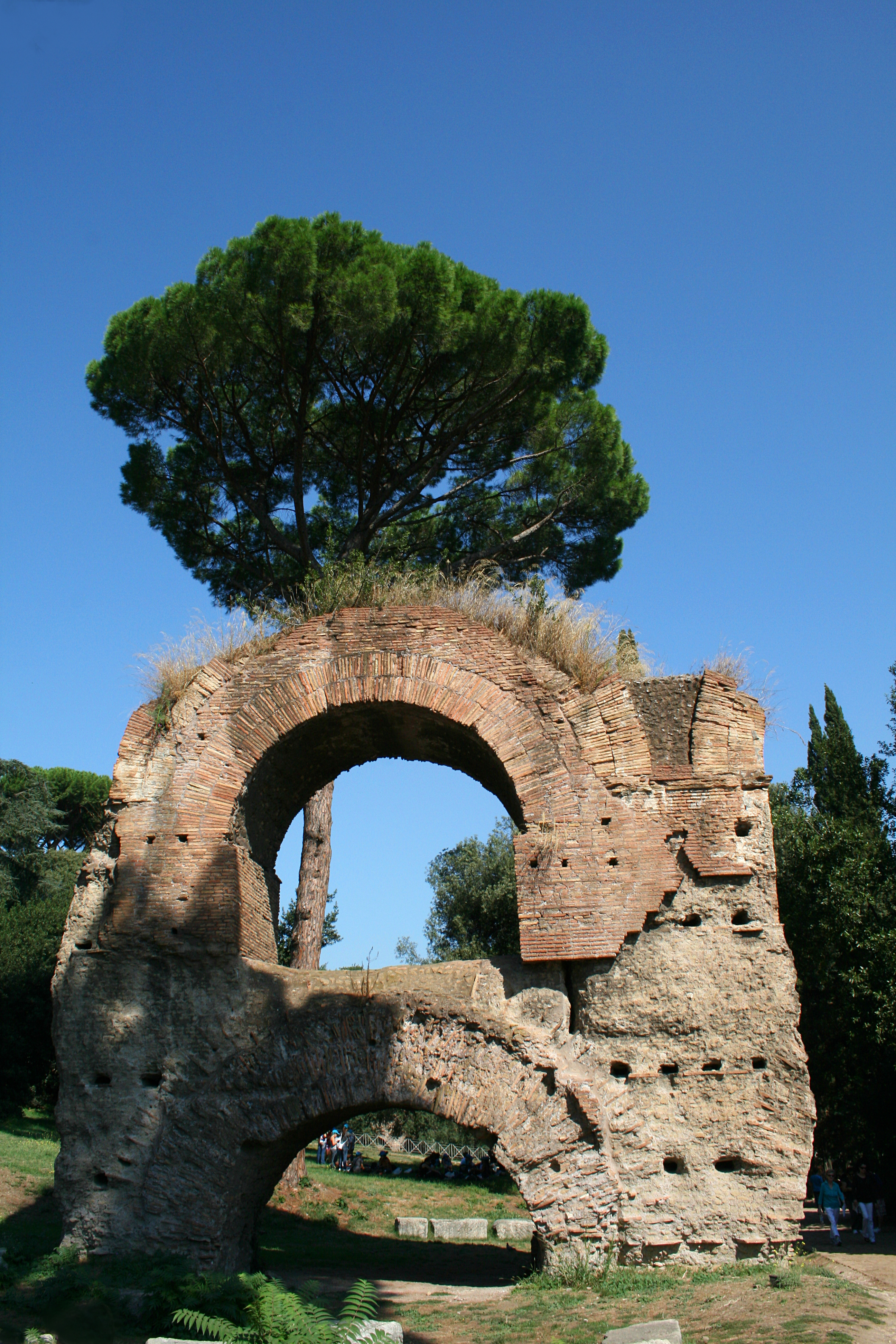
l'Aqua Claudia prolongée jusqu'au Palatin.
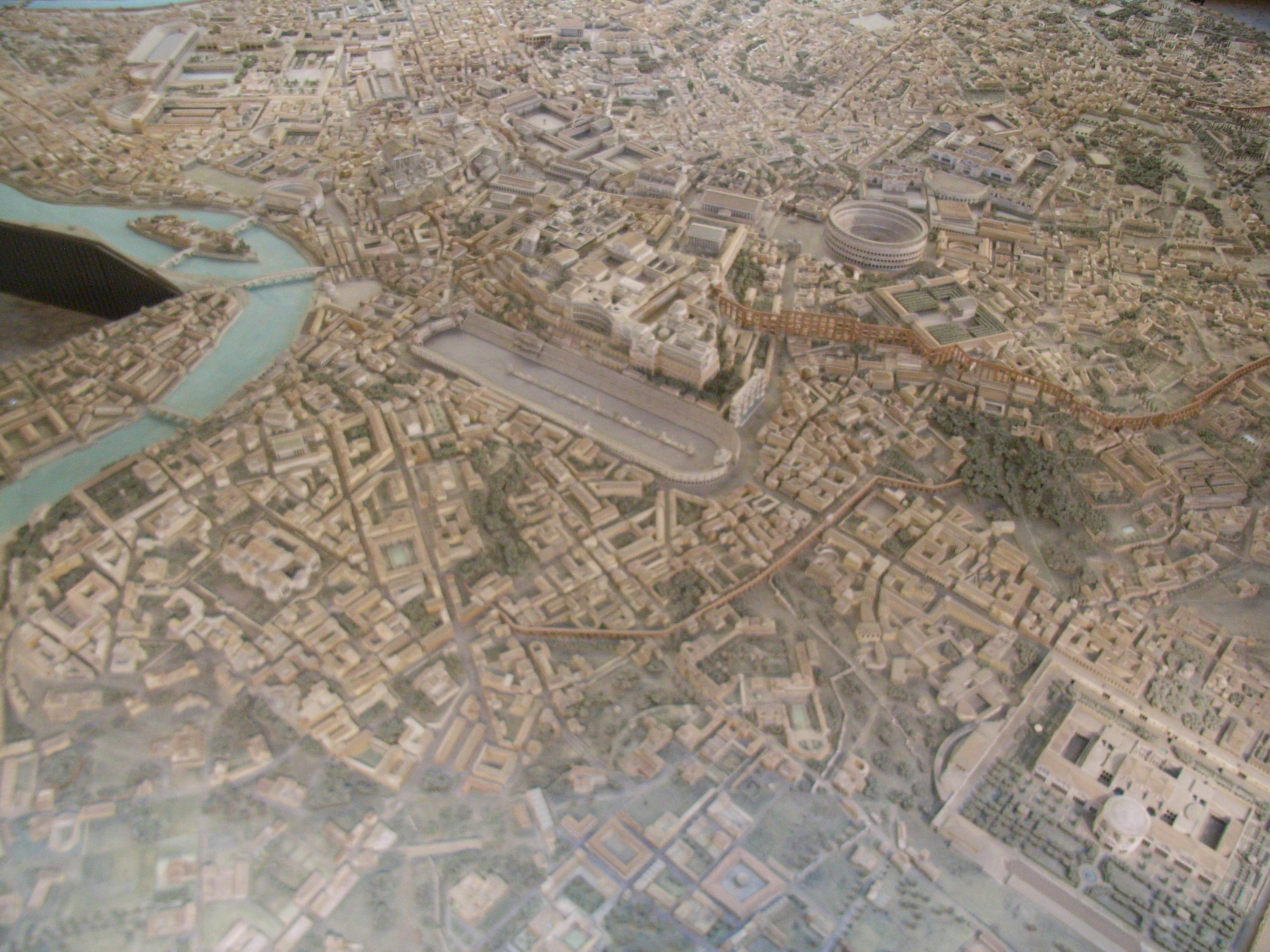
Les aqueducs dans Rome sur la maquette d'Italo Gismondi : en haut à droite, l'Aqua Claudia atteint le Palatin, en bas au milieu, l'Aqua Appia se dirige vers l'Aventin.

#### Les siphons inversés
Pour franchir une dépression, les ingénieurs peuvent également avoir recours à la technique du siphon inversé, un système de tuyaux en plomb verticaux est alors installé de chaque côté du vallon à la place des canaux de maçonnerie pour mettre à profit le principe des vases communicants. Il n'y a pas de trace de tels dispositifs sur le parcours des aqueducs autour de Rome mais il est probable qu'ils aient été employés dans la capitale. Le terminus de l'Aqua Marcia se situe sur le Capitole mais il faut au préalable franchir la dépression qui sépare le Capitole du Quirinal, d'où arrive l'aqueduc. Aucun vestige d'une éventuelle structure en arcades n'ayant été mis au jour dans cette zone, il est probable que la traversée se faisait au moyen d'un siphon. Un deuxième siphon inversé permettait dans un premier temps d'alimenter en eau le Palatin, construit par Domitien pour rallonger l'Aqua Claudia dont le terminus se trouvait alors sur le Caelius, au niveau du temple du Divin Claude. Selon Rodolfo Lanciani, les arcades sur trois étages encore visibles en partie aujourd'hui, n'ont été construites qu'à l'époque de Septime Sévère pour remplacer le siphon alors que l'empereur fait restaurer ce tronçon de l'aqueduc en prévision de l'agrandissement du palais impérial.

#### L'épuration de l'eau

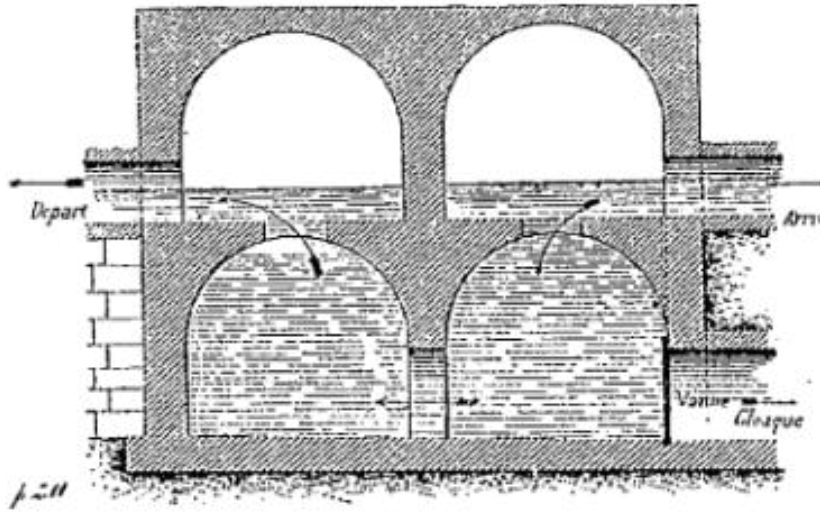
Bassin de décantation de l'Aqua Virgo ajouté sous Hadrien.

Pour éviter que les mélanges n'altèrent la qualité des meilleures eaux comme l'Aqua Marcia ou l'Aqua Claudia, notamment par l'Anio Novus, l'empereur Nerva charge Frontin de veiller à ce que toutes les eaux soient acheminées dans des canaux séparés. Près de la source, à mi-parcours environ et enfin un peu avant d'arriver à Rome, au septième milliaire de la Via Latina pour les eaux provenant de l'est,, l'eau est épurée dans des bassins de décantation (piscina limaria). L'Aqua Alsietina et l'Aqua Appia ne disposent pas de piscine d'épuration. Le passage dans ces bassins ou citernes permet de ralentir le débit de l'eau pour que les débris, sables et graviers, puissent couler et être ainsi collectés au fond du bassin. Il fallait régulièrement couper l'eau des aqueducs pour procéder au nettoyage. Dans sa forme la plus simple, la piscina limaria peut être un simple élargissement dans la taille du canal. Les plus élaborées se composent de plusieurs chambres voûtées qui communiquent, construites sur deux étages, comme celle qu'Hadrien fait ajouter à l'Aqua Virgo près de son terminus.
Favoriser l'aération de l'eau permet aussi d'en améliorer la pureté, d'atténuer les odeurs et de favoriser la précipitation des minéraux. Ainsi, les conduits ne sont pas conçus pour fonctionner à plein, laissant de l'air libre au-dessus de l'eau courante. Cet air peut circuler et se renouveler grâce aux nombreux puits creusés tout au long des tronçons souterrains.

### Le stockage et la distribution de l'eau
La majeure partie des aqueducs atteint Rome par l'est et a été construite pour desservir la rive gauche du Tibre. Seules l'Aqua Alsietina et l'Aqua Traiana atteignent Rome par l'ouest et desservent directement la rive droite. Toutefois, d'après Frontin, l'eau de cinq des huit aqueducs en service à son époque est acheminée jusqu'à la regio XIV grâce à des conduits et tuyaux qui traversent le Tibre en plusieurs points. Tous les aqueducs arrivent dans Rome à des hauteurs différentes, par conséquent, seuls quelques-uns alimentent les lieux élevés, tandis que les autres ne peuvent atteindre les sommets des collines, que les décombres provenant de fréquents incendies ont encore surélevés. Cinq de ces aqueducs ont une hauteur assez élevée pour se répandre dans toutes les régions de la ville.
Lorsque l'aqueduc atteint les faubourgs de la ville de Rome, l'eau se déverse dans une grande citerne de distribution appelée castellum. Des conduits plus petits partent du castellum pour approvisionner en eau les différents quartiers de la ville qui possèdent plusieurs castella secondaires. Ces derniers sont reliés aux points d'arrivée (fontaines, maisons, bains et latrines) par des tuyaux de plomb (fistulae) plutôt que des canaux en maçonnerie qui délivrent l'eau sous pression.
Chaque eau, selon sa qualité, est utilisée pour des usages différents : les meilleures sont réservées pour la boisson et les plus troubles pour l'arrosage des jardins de Rome, les ateliers des artisans et les latrines. L'eau qui sert pour la boisson n'est pas apportée directement à chaque habitant. Il faut en effet une concession spéciale, accordée par l'empereur, pour obtenir du curateur des eaux qu'il fasse faire un branchement particulier. Pour la majorité de la population, la distribution de l'eau s'effectue au niveau des centaines de bassins et fontaines qui parsèment les rues de la Rome antique.
D'après Frontin, sur les 14 000 quinaires distribuées par les aqueducs sous le règne de Nerva, avant que des mesures ne soient prises contre les fraudes, 30 % le sont hors de la ville dont près de la moitié réservée à l'empereur. Les 9 952 quinaires restants sont distribuées dans les quatorze régions au moyen de 247 châteaux d'eau (castella). Dans son traité, Frontin précise l'usage qui en est fait : 17 % sont réservés à l'empereur, 39 % aux particuliers et 44 % à l'usage public. En ce qui concerne cet usage, 54 % sont utilisés par les 95 établissements et ateliers publics, 30 % pour les 591 bassins et fontaines que compte alors Rome, 9 % pour au moins 36 lieux de spectacle et enfin 7 % pour les 19 camps.
| Eaux           | Hors de Rome (extra urbem) | Hors de Rome (extra urbem) | Dans Rome (in urbe) | Dans Rome (in urbe)  | Dans Rome (in urbe) | Dans Rome (in urbe) | Dans Rome (in urbe)           | Dans Rome (in urbe)            | Dans Rome (in urbe)               | Dans Rome (in urbe)           |
| -------------- | -------------------------- | -------------------------- | ------------------- | -------------------- | ------------------- | ------------------- | ----------------------------- | ------------------------------ | --------------------------------- | ----------------------------- |
| Eaux           | Concession impériale       | Usage privé                | Nombre de castella  | Concession impériale | Usage privé         | Usage public        | Répartition de l'usage public | Répartition de l'usage public  | Répartition de l'usage public     | Répartition de l'usage public |
| Eaux           | Concession impériale       | Usage privé                | Nombre de castella  | Concession impériale | Usage privé         | Usage public        | Camps                         | Établissements et ateliers     | Lieux de spectacle                | Bassins                       |
| Aqua Appia     | 5 (1%)                     | 5 (1%)                     | 20                  | 151 (21%)            | 194 (28%)           | 354 (50%)           | 3 (1%) (1 camp)               | 123 (35%) (14 établissements)  | 2 (1%) (1 lieu de spectacle)      | 226 (64%) (92 bassins)        |
| Anio Vetus     | 104 (8%)                   | 404 (30%)                  | 35                  | 60 (4%)              | 490 (36%)           | 552 (41%)           | 50 (9%) (1 camp)              | 196 (36%) (19 établissements)  | 88 (16%) (9 lieux de spectacle)   | 218 (39%) (94 bassins)        |
| Aqua Marcia    | 269 (15%)                  | 568 (31%)                  | 51                  | 116 (6%)             | 543 (30%)           | 439 (24%)           | 41 (9%) (4 camps)             | 41 (9%) (15 établissements)    | 104 (24%) (12 lieux de spectacle) | 253 (58%) (113 bassins)       |
| Aqua Tepula    | 58 (13%)                   | 56 (13%)                   | 14                  | 34 (8%)              | 247 (56%)           | 50 (11%)            | 12 (24%) (1 camp)             | 7 (14%) (3 établissements)     | 0 (0%) (Aucun lieu de spectacle)  | 31 (62%) (13 bassins)         |
| Aqua Iulia     | 85 (11%)                   | 121 (15%)                  | 17                  | 18 (2%)              | 196 (24%)           | 383 (48%)           | 69 (18%) (3 camps)            | 182 (48%) (10 établissements)  | 67 (17%) (? lieux de spectacle)   | 65 (17%) (28 bassins)         |
| Aqua Virgo     | 200 (8%)                   | 200 (8%)                   | 18                  | 549 (22%)            | 338 (13%)           | 1417 (57%)          | 0 (0%) (Aucun camp)           | 1330 (94%) (16 établissements) | 26 (2%) (2 lieux de spectacle)    | 61 (4%) (25 bassins)          |
| Aqua Alsietina | 254 (65%)                  | 138 (35%)                  | 0                   | 0 (0%)               | 0 (0%)              | 0 (0%)              | 0 (0%) (Aucun camp)           | 0 (0%) (Aucun établissement)   | 0 (0%) (Aucun lieu de spectacle)  | 0 (0%) (Aucun bassin)         |
| Aqua Claudia   | 217 (12%)                  | 439 (25%)                  | 92                  | 779 (13%)            | 1839 (31%)          | 1206 (20%)          | 104 (9%) (9 camps)            | 522 (43%) (18 établissements)  | 99 (8%) (12 lieux de spectacle)   | 481 (40%) (226 bassins)       |
| Anio Novus     | 731 (17%)                  | 414 (10%)                  | 92                  | 779 (13%)            | 1839 (31%)          | 1206 (20%)          | 104 (9%) (9 camps)            | 522 (43%) (18 établissements)  | 99 (8%) (12 lieux de spectacle)   | 481 (40%) (226 bassins)       |

### Les aqueducs et le réseau des égouts
À l'origine, les déchets sont jetés dans les rues ou sont rassemblés dans des fosses septiques vidées par des stercorarii, ce qui pose des problèmes d'hygiène. La construction des aqueducs permet d'assurer un écoulement constant d'eau qui contribue à l'assainissement des rues. Ainsi, l'eau qui alimente les latrines publiques ou qui n'est pas consommée dans les fontaines ou dans les maisons reliées par une conduite privée, est évacuée en emportant les débris et eaux usées dans le Tibre via le réseau des conduits de drainage et des égouts souterrains qui forme un réseau complémentaire au réseau d'adduction.

« À ces avantages résultant pour Rome de la nature de son territoire, ses habitants ont ajouté tous ceux que peut procurer l'industrie humaine [...] c'est-à-dire construire des chaussées, des aqueducs et des égouts destinés à entraîner dans le Tibre toutes les immondices de la ville. Et notez qu'ils ne se sont pas bornés à voûter leurs égouts en pierres de taille, mais qu'ils les ont faits si larges qu'en certains endroits des chariots à foin auraient encore sur les côtés la place de passer ; qu'enfin leurs aqueducs amènent l'eau à Rome en telle quantité que ce sont de véritables fleuves qui sillonnent la ville en tous sens et qui nettoient les égouts. »

— Strabon, Géographie, V, 3, 8

## Entretien des aqueducs

### Lacura aquarum
L'organisation et le fonctionnement du service de gestion d'approvisionnement en eau de Rome sont bien connus pour la période impériale, mais en ce qui concerne la période républicaine, les historiens ne disposent que de peu d'informations, sinon que les édiles et censeurs sont chargés de superviser la construction des nouveaux aqueducs et que les préteurs ont juridiction sur les conflits impliquant l'usage de l'eau.
Agrippa prend la tête du service alors qu'il lance la construction de nouveaux aqueducs. Il s'octroie le contrôle de ce service en tant que perpetuus curator avec le soutien d'Auguste, du fait des magistratures qu'il a pu occuper comme le consulat et l'édilité et du fait de son implication et de son investissement dans le domaine de l'approvisionnement en eau. Après la mort d'Agrippa, le service de l'eau est réorganisé par Auguste et le Sénat émet une série de décrets (senatus consulta) instituant une cura aquarum proprement dite, dirigée par un curator aquarum de rang sénatorial nommé par l'empereur, une façon pour Auguste de confier une tache importante aux sénateurs qui ont pu mal accepter le contrôle exclusif d'Agrippa sur un service de première importance. La lex Quinctia votée en 9 av. J.-C. finit de préciser le rôle de la nouvelle curatelle.

### La curatelle de Frontin
Frontin est actif durant le règne de Nerva et au début du règne de Trajan. Son traité De aquaeductu est publié quelques années après l'accession au trône de Trajan, alors que les réalisations architecturales et hydrauliques de ce dernier et de son architecte attitré sont encore à l'état de projets. Il a occupé auparavant le poste de curator aquarum et a accompli sa mission avec une énergie et des prises d'initiative inhabituelles par rapport à ses prédécesseurs. En l'espace de deux ou trois années, Frontin a totalement repris en main le système de distribution en eau de la ville. Il a réalisé une maintenance complète de l'ensemble du réseau, s'est attaqué au problème des prélèvements illégaux, a capté de nouvelles sources pour un des principaux aqueducs et a séparé les eaux des aqueducs qui se mélangeaient, améliorant notablement la qualité de l'eau distribuée. Il entreprend également la construction de nouvelles citernes et fontaines ainsi que de nouveaux tronçons sur arcades pour étendre la distribution aux quatorze régions, s'assurant que les centaines de fontaines publiques soient desservies par au moins deux aqueducs. Ses réalisations sont si importantes et ambitieuses qu'il paraît étonnant qu'il ait pu les accomplir en si peu de temps. Il est probable que ce travail ait été initié durant le règne de Domitien mais que la mesure de damnatio memoriae décidée par le Sénat à l'encontre de l'empereur à sa mort ait poussé Frontin à effacer toute trace du nom de Domitien de ses livres.

### Les fraudes et prélèvements illégaux
D'après Frontin, à la fin du Ier siècle, il y a un débit entrant total de 24 800 quinaires (près de 1 000 000 m3/jour) mais un débit constaté, selon les registres, de 12 400 quinaires. Frontin, qui effectue de nouvelles mesures, estime que ce sont 14 000 quinaires qui sont réellement distribués. Le curateur des eaux, surpris d'un tel écart entre les débits en tête d'aqueduc et les débits constatés à la distribution, découvre de nombreux défauts d'entretien et surtout de très nombreux prélèvements frauduleux qui détournent les 10 800 quinaires manquants (environ 44 %).
Au sein même de la ville, certains fonctionnaires du service des eaux chargés de l'entretien et de la maintenance arrondissent leurs revenus en pratiquant ce qu'ils nomment des « piqûres ». Les tuyaux qui transportent l'eau afin de desservir les habitants cheminent sous terre et sont percés par ces « préposés aux piqûres ». Ils se chargent alors de fournir frauduleusement de l'eau par l'installation de tuyaux non autorisés en échange de paiements illégaux. Lorsqu'une concession d'eau passe à un nouveau propriétaire, les fontainiers peuvent en profiter pour percer un nouveau trou dans le château d'eau et laissent l'ancien, duquel ils retirent de l'eau afin de la vendre. Du fait de ce trafic d'eau, seule une faible quantité d'eau parvient chaque jour pour l'usage public.
Dans les campagnes, la plupart des propriétaires des champs longés par un aqueduc perforent les canalisations pour irriguer gratuitement les cultures. Dans ces mêmes régions rurales, les conduits et canaux sont également mis à profit par les propriétaires riverains, souvent de riches patriciens qui possèdent des villas et qui désirent l'agrémenter de fontaines privées. Ils font appel aux « préposés aux piqûres » qui, contre une somme d'argent, installent pour eux une dérivation à partir des aqueducs et qui va jusqu'à l'intérieur des propriétés des patriciens.
On voit donc se développer chez les particuliers de cette époque un luxe excessif qui les conduit à gaspiller l'eau publique destinée à tous en la détournant pour des usages privés. Ces excès sont rendus possibles par la complicité active des fontainiers qui se laissent facilement corrompre. Si certaines pratiques relèvent d'initiatives particulières, d'autres pratiques frauduleuses supposent l'existence de complicités dans l'ensemble du système administratif. C'est le cas par exemple lorsqu'il s'agit d'utiliser des tuyaux non poinçonnés, autrement dit non marqués par les curateurs des eaux, d'en modifier le calibre ou d'inventer pour les dits tuyaux des nomenclatures hors normes. De telles pratiques supposent en réalité l'existence de tout un réseau de complaisances qui remet ainsi en cause une hiérarchie théoriquement placée sous le contrôle et la responsabilité du curateur des eaux. Ces faits relevés par Frontin à la fin du Ier siècle révèlent la profonde dégradation du service des eaux de Rome en un siècle de fonctionnement.

### La dégradation des aqueducs
En conséquence de toutes ces ponctions illicites, les aqueducs et autres canaux transportant de l'eau subissent de nombreuses dégradations au fil du temps. Les dégâts commis sur les aqueducs ne se limitent pas aux conséquences des fraudes. Il arrive que les propriétaires terriens riverains des conduits occupent par la construction de bâtiments ou par la plantation d'arbres les zones qui, selon un sénatus-consulte promulgué en 11 av. J.-C., doivent pourtant rester libres autour des aqueducs. Les arbres sont les plus nuisibles car leurs racines font éclater les voûtes et les murs latéraux des édifices. Parfois, des chemins vicinaux et des sentiers traversent les canalisations elles-mêmes. En occupant illégalement les zones autour des aqueducs, les riverains finissent par s'approprier définitivement ces terrains et en interdisent l'accès, rendant plus difficile la maintenance des canaux. Les pouvoirs publics romains n'enlèvent pas aux particuliers leurs terrains même ceux qui sont d'utilité publique. Lors de la construction des aqueducs, si un propriétaire s'oppose à cette construction en ne voulant pas vendre sa parcelle de terre, l'État romain lui paye la totalité du champ, et, après avoir délimité le terrain nécessaire, lui revend le champ afin que, dans leurs limites, le domaine public et le domaine privé aient chacun leurs pleins droits.

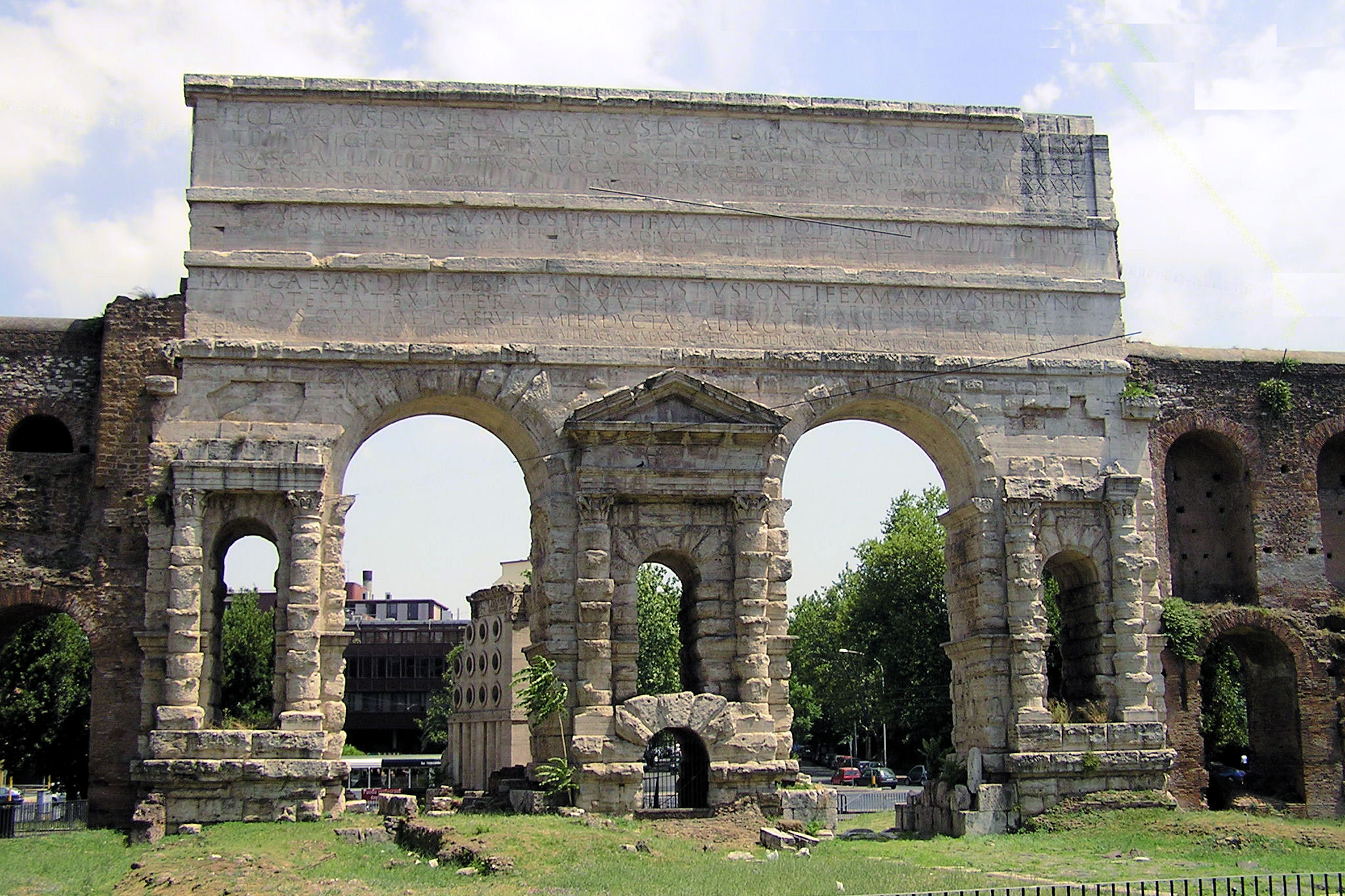
La Porte Majeure dont les arches soutiennent deux conduits superposés.
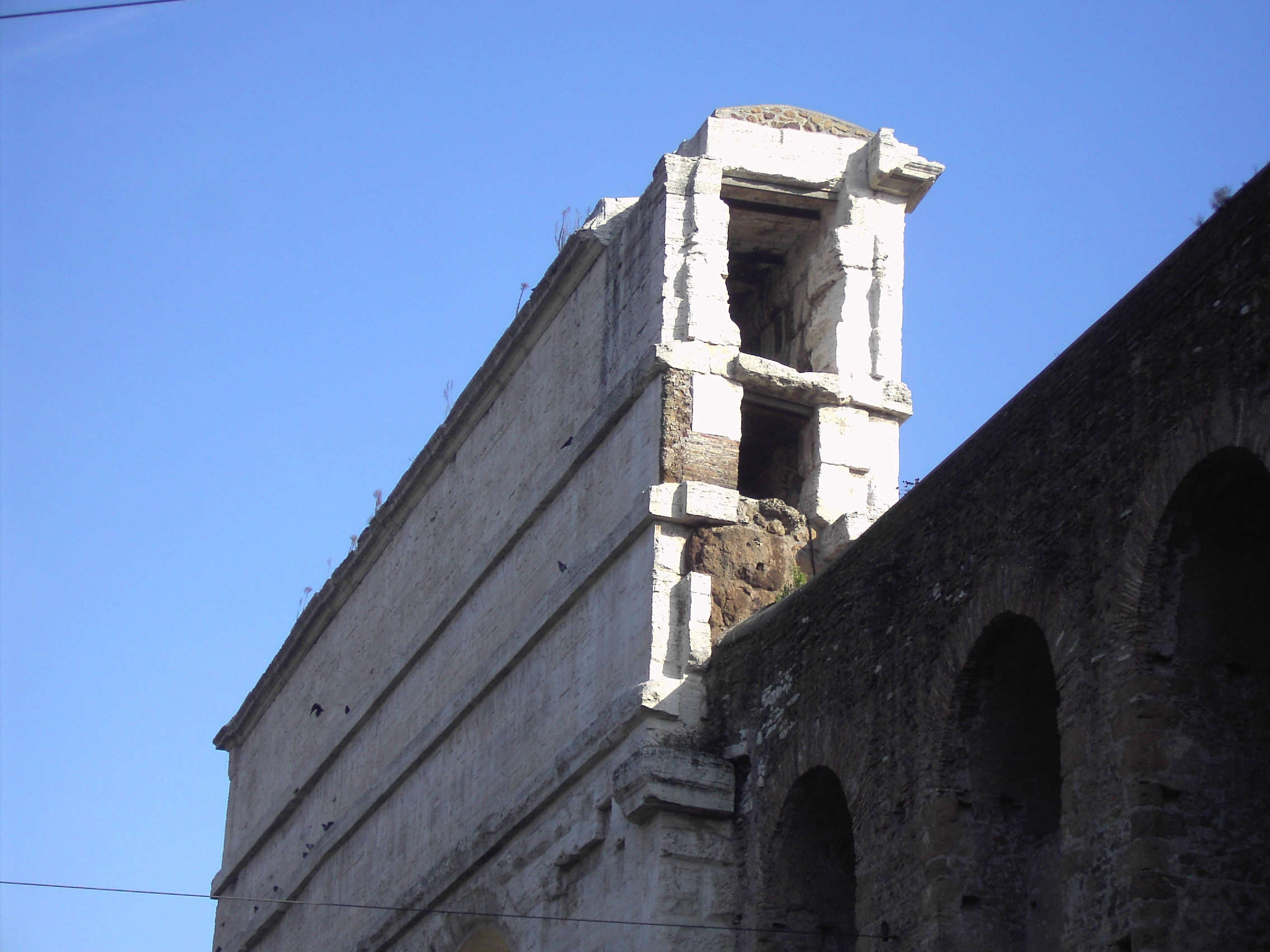
Les canaux de l'Aqua Claudia (en dessous) et de l'Anio Novus (au-dessus).
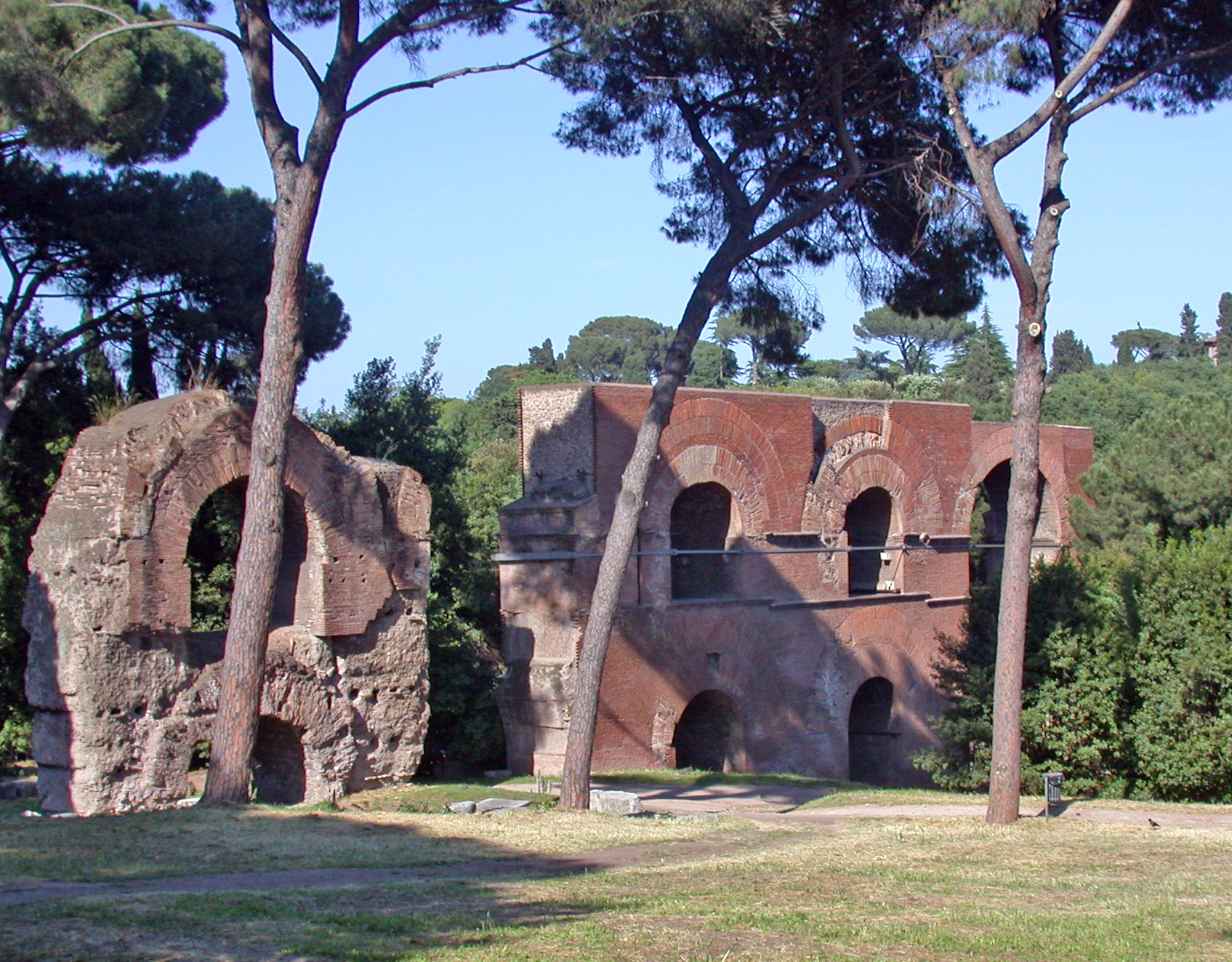
Vestiges des arches supportant l'Aqua Claudia sur le Palatin.

## Conversions
- La quinaire (quineria) est un tuyau d'un certain diamètre qui sert de référence pour évaluer le débit d'eau circulant dans un conduit. La manière dont les ingénieurs romains convertissent le débit de l'eau pour l'exprimer en un diamètre de tuyau n'est pas bien établie, aussi plusieurs conversions en mètres cubes journaliers ont été proposées, allant de 40,6 à 32,8 m3/jour[38],[39] ;
- le pas romain (gradus) vaut 0,741 mètre, 1,482 mètre si on compte en doubles pas (passus) ;
- le mille romain (milliarium) vaut 1 482 mètres, soit mille doubles pas.